# معموری (فضل)
معموری روستایی در دهستان فضل بخش مرکزی شهرستان نیشابور استان خراسان رضوی ایران است.

## جمعیت
بر پایه سرشماری عمومی نفوس و مسکن در سال ۱۳۹۵ جمعیت این روستا ۴۲۴ نفر (۱۲۷خانوار) بوده‌است.